# Claritas Rupes
La Claritas Rupes è una struttura geologica della superficie di Marte.